# Bedřich Havlík
Bedřich Havlík (6. prosince 1936 v Brně – 4. července 2001 v Brně) byl brněnský violoncellista a pedagog. Pedagogické působení na konzervatoři v Brně (1972—1984) a na brněnské JAMU, člen Moravského kvarteta a předseda Rady SF Brno. Mezi jeho studenty byli violoncellisté Michaela Fukačová, Jan Škrdlík a František Brikcius. Editoval kritická edice skladeb Pohádka a Presto pro violoncello a klavír.